# جنگل اولنگ
جنگل و ارتفاعات اولنگ بخشی از چشم‌انداز منطقهٔ جنگلی شهرستان رامیان استان گلستان است که به علت وجود اقلیم مرطوب و خنک و نزدیکی به رامیان، در فصل بهار و تابستان پذیرای بسیاری از مسافران و گردشگران است. در زبان ترکی رامیانی اُلَنّگ (ÖLÄŇG) به معنای مرتع دارای آب و باد خنک است. 

## موقعیت جغرافیایی
جنگل اولنگ در فاصلهٔ ٣٠ کیلومتری جنوب رامیان در امتداد کوه قلعه ماران و جنگل‌های هیرکانی قرار دارد که از شمال به روستاهای رضی، ملچ آرام و جوزچال رامیان و از جنوب به استان سمنان محدود می‌باشد .

## مشخصات طبیعی
ارتفاع این اراضی حدود سه هزار و ۱۰۰ تا سه هزار و ۲۰۰ متر از سطح دریا بوده و در واقع بر روی یال‌های جدا کننده دو حوزه آبریز شمالی و جنوبی رشته کوه البرز شرقی در منطقهٔ خیج شاهرود مستقر است. اقلیم منطقه جزء اقلیم‌های نیمه خشک مرطوب و در بخش شمالی اقلیم منطقه مرطوب سرداست. متوسط بارندگی سالیانه حدود ۳۵۰ تا ۴۰۰ میلی‌متر و در آبریز شمالی نیز تا ۵۵۰ میلی‌متر برآورد شده است. میزان تبخیر و تعرق واقعی ۷۰۰ میلی‌متر و میانگین درجه حرارت سالیانه نیز ۱۲درجه سانتی گراد برآورد شده است .

## اهمیت
آنچه به اهمیت این منطقه افزوده، تعداد روزهای یخبندان است. به استناد گزارش‌های هواشناسی، تعداد روزهای یخبندان در این منطقه ۹۸ روز است. اغلب بارش منطقه در فصل زمستان به‌صورت برف و در فصل بهار به‌صورت باران است.

## پوشش گیاهی
پوشش گیاهی منطقه به دو بخش مرتعی و جنگلی می‌توان دید. در بخش پوشش مرتعی که در دامنهٔ جنوبی منطقهٔ اولنگ گسترش دارند، اغلب گونه‌ها شامل، گراس‌های چند ساله از جمله استیپا، فستوکا، برموس و اگروپایرون به‌همراه درمنه، چوبک، کلاه میرحسن وسالویا و... قابل مشاهده است اما در بخش شمالی منطقهٔ اولنگ که شامل جنگل‌های خزری است و از مهم‌ترین گونه‌های جنگلی منطقه می‌توان در دو بخش درختان و درختچه‌ها به مواردی چون بلوط، ممرز، افرا، شیردار، ولیک، ازگیل، کرکو و ... اشاره کرد.

## گونه‌های جانوری
در این منطقه گونه‌های جانوری بسیاری شامل انواع پستانداران، پرندگان، خزندگان هستند. شرایط جنگلی و امکان پناه گرفتن حیوانات شانس مشاهده بسیاری از حیوانات را برای گردشگران از میان برده است. افراد علاقه‌مند باید بکارگیری تمهیدات خاص، گونه‌های جانوری را مشاهده کنند.

## منطقه نمونه گردشگری
بنا به تصویبنامه مرکز پژوهش‌های مجلس در طی تاییدیه هیئت دولت، جنگل اولنگ به عنوان یکی ازمناطق نمونه گردشگری قرار گرفت.
اداره راه و ترابری بر بالای بلندترین گردنهٔ این منطقه، ایستگاهی تأسیس کرده که کار حفاظت از راه و باز نگهداشتن آن را در هنگام برف و کولاک به عهده دارد. این ایستگاه می‌تواند به عنوان تأسیسات حمایتی، در خدمت دهی به گردشگران منطقه استفاده شود.